# Inauguração

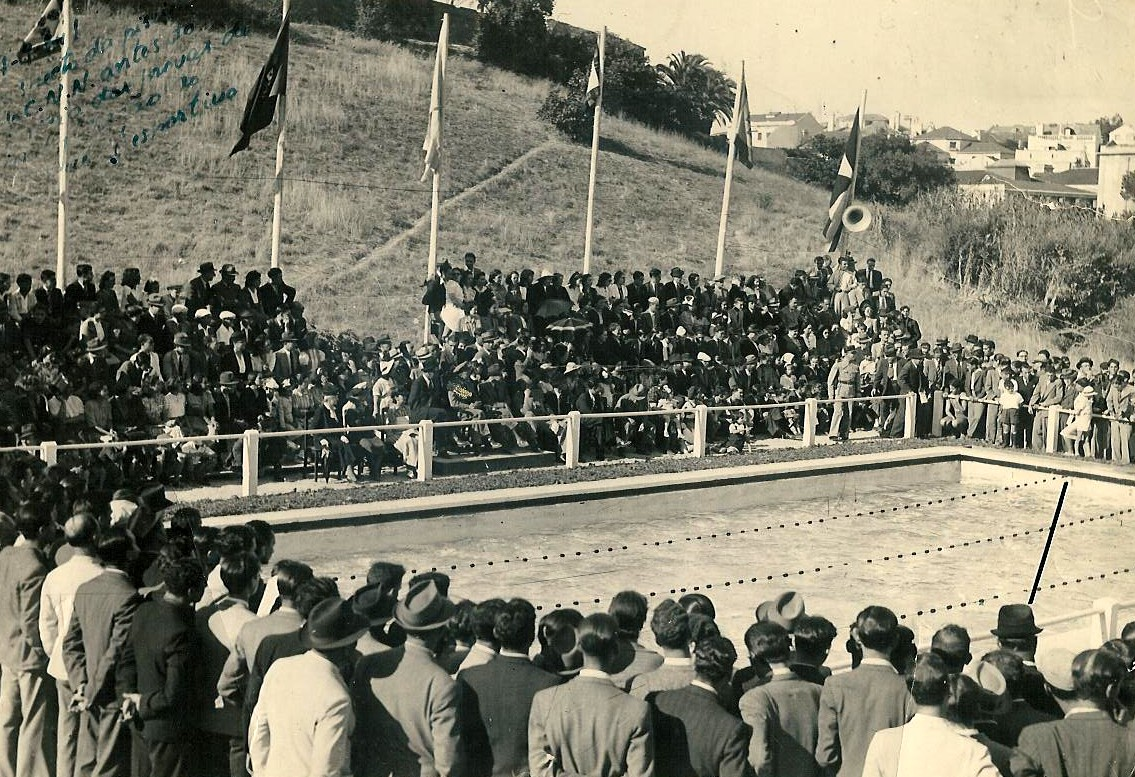
Grande inauguração de uma piscina, 1941

A inauguração, cerimônia de abertura, grande inauguração ou cerimônia de corte de fita marca a abertura oficial de um local recém-construído ou o início de um evento. Cerimônias de abertura em grandes eventos como os Jogos Olímpicos, Copa do Mundo FIFA e Copa do Mundo de Rúgbi podem envolver milhares de participantes e ser assistidos em todo o mundo. Frequentemente, esses torneios também incluem uma cerimônia de encerramento no final do evento.
No caso dos estabelecimentos físicos, a sua inauguração poderá ser precedida de uma pré-abertura em que o estabelecimento passa a funcionar parcialmente, para permitir a experimentação das operações, procedimentos e instalações.